# Donatello d'Auge
Donatello d'Auge (né le 13 mai 2013) est un cheval hongre Selle français de robe baie, monté en saut d'obstacles par le cavalier Julien Épaillard.
Il est élu meilleur cheval mondial de sa discipline en 2023.

## Histoire
Donatello d'Auge naît le 13 mai 2013, à l'élevage de Susana Épaillard García Cereceda, le Haras de La Bosquetterie situé au Pré d'Auge, dans le département du Calvados, en Normandie. Comme son nom l'indique, son élevage de naissance se trouve donc dans le pays d'Auge.
Il est castré en 2019, à l'âge de six ans.
Il reste un temps dans l'ombre de Caracole de La Roque, puis en 2023, « fait partie des meilleurs chevaux du monde » dans sa discipline. Il est en effet élu meilleur cheval de saut d'obstacles du monde cette même année par la World Breeding Federation for Sport Horses,.
Il est monté par le cavalier français Julien Épaillard, époux de son éleveuse, avec qui il est pré-sélectionné pour les Jeux olympiques d'été de 2024 à Paris.

## Description

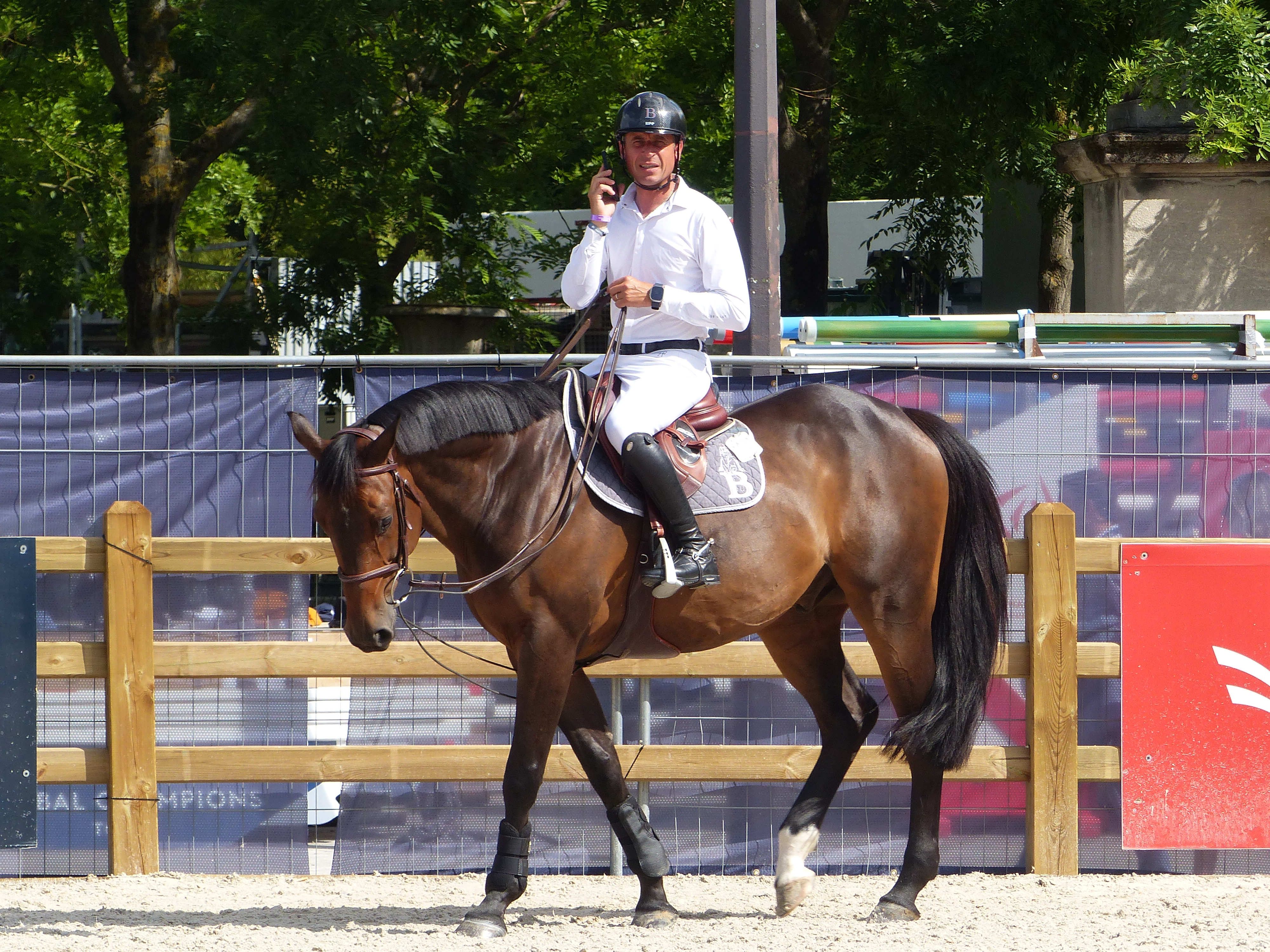
Donatello d'Auge en détente au Paris Eiffel Jumping de 2023.

Donatello d'Auge est un hongre de robe baie, inscrit au stud-book du Selle français.

## Palmarès
Il atteint un indice de saut d'obstacles (ISO) de 182 en 2023.
Il remporte le Jumping international de Bordeaux de 2024.

## Origines
Il présente des origines entièrement françaises, puisque c'est un Selle français labellisé originel. Sa mère Tequila d'Auge est une fille de l'étalon Hello Pierville.